# Beinn Fhionnlaidh (Argyll and Bute)
Beinn Fhionnlaidh är ett berg i Storbritannien.   Det ligger i kommunen Argyll and Bute och riksdelen Skottland, i den nordvästra delen av landet, 600 km nordväst om huvudstaden London. Toppen på Beinn Fhionnlaidh är 959 meter över havet, eller 510 meter över den omgivande terrängen. Bredden vid basen är 5,0 km.
Terrängen runt Beinn Fhionnlaidh är huvudsakligen kuperad, men åt sydost är den bergig.Runt Beinn Fhionnlaidh är det mycket glesbefolkat, med 4 invånare per kvadratkilometer. Närmaste större samhälle är Kinlochleven, 14,7 km nordost om Beinn Fhionnlaidh. I omgivningarna runt Beinn Fhionnlaidh växer i huvudsak blandskog.